# Новосибирская областная юношеская библиотека
Новосибирская областная юношеская библиотека — государственное бюджетное учреждение культуры, обслуживающее более 30 тысяч пользователей. Универсальный по содержанию фонд библиотеки составляет 200 тысяч единиц хранения и активно пополняется не только печатной продукцией (книги, более 400 наименований периодики), но и электронными изданиями, пользующимися повышенным спросом у молодых читателей. Библиотека дважды была обладателем Диплома Программы «Сто лучших товаров России», включена в Золотую книгу культуры Новосибирской области в номинации «Событие года», имеет диплом конкурса «Золотая медаль Сибирской ярмарки» за методические и информационные материалы.

## История
Новосибирская областная юношеская библиотека была открыта в конце 1976 года и за это время превратилась в одну из крупнейших по количеству пользователей и фонду региональных библиотек России, обслуживающих юношество.
В первый год работы в библиотеке было уже 11 тысяч читателей. Сразу же были созданы специализированные отделы (искусств, иностранной литературы), возникли клубы по интересам: «Собеседник», «Девять муз», «Меридиан».
В 1985 году библиотека переехала в помещение площадью около двух тысяч квадратных метров в самом центре города. Это здание, построенное в 1908 году, принадлежало раньше Русско-Китайскому банку и является памятником архитектуры. С размещением по новому адресу, Красный проспект, 26, многое изменилось. Каждый отдел получил возможность принять гораздо больше читателей, значительно расширить ассортимент услуг. В 1989 году библиотека приняла своего миллионного посетителя.
Библиотека располагает локальной автоматизированной сетью на 68 рабочих мест. С 1995 года ведётся электронный каталог. С 2000 года библиотека имеет доступ в Интернет. К услугам пользователей web-сайт, действующий с 2006 года. На нём размещён электронный каталог, литературная карта НСО, портал библиотек Новосибирской области, имеется выход на блог библиотеки. В 2010 году количество посещений сайта библиотеки составило 120 тысяч, и это число постоянно растёт.

## Деятельность
В 2001—2002 годах библиотека развернула широкую работу по распространению идей толерантности в самых отдалённых районах Новосибирской области с наиболее многонациональным составом.
Библиотека имеет разветвлённую структуру отделов, которые предлагают пользователям широкий перечень услуг. Она проводит большую работу по продвижению чтения в молодёжную среду, организации досуга: это различные акции, творческие конкурсы, ставшие традиционными Дни абитуриента, Дни любимой молодёжной книги, Мышелётная вечеринка. Нередко мероприятия бывают выездными, то есть для молодёжи из районов Новосибирской области, например, патриотическая эстафета «Возьми себе в пример героя», Рождественский кинодрайв.
Особым вниманием за все годы существования библиотеки пользуются воспитанники детских домов, учащиеся профессиональных училищ. Для них разрабатываются специальные программы мероприятий, проводятся благотворительные акции.
Деятельность библиотеки осуществляется в постоянном контакте с государственными учреждениями и организациями. Это совместные мероприятия с управлением (комитетом) по делам молодёжи, газетой «Советская Сибирь», миграционной службой, учебными заведениями разных уровней, театрами, культурно-досуговыми учреждениями.
Важную страницу в истории юношеской библиотеки занимает сотрудничество с общественными структурами: Молодёжным информационно-деловым центром, Центром экологического воспитания молодёжи, Клубом директоров юношеских библиотек Сибири, Гильдией молодых библиотекарей. В копилке совместной деятельности — первый в городе бизнес-клуб для подростков, областной конкурс молодёжных бизнес-проектов, Школа-клуб информационных менеджеров, получившая Диплом лауреата I Всероссийского конкурса «Деловая библиотека: идеи, концепции, разработки» в номинации «Лучшая продукция и услуга деловой библиотеки», регулярные круглые столы «Среда обитания — XXI век», экологические марафоны, фестиваль экологических спектаклей воспитанников детских домов «Планета в свете рампы», поддержанный Детским фондом Организации Объединённых Наций, патриотическая акция «Молодые — молодым: будем помнить» и многое другое.
Областная юношеская библиотека является методическим центром для библиотек области, работающих с юношеством. Для них проводятся конференции, семинары, мастер-классы, тренинги. Разработана программа выступлений ведущих специалистов НОЮБ по всем вопросам работы с молодёжью. Наличие слаженной команды профессионалов позволяет с полным основанием взять на себя всю работу по повышению квалификации молодых библиотекарей области. Для них ежегодно проводятся летняя школа молодого библиотекаря, стажировки, творческие конкурсы. Такая форма работы с начинающими библиотекарями, как недельная летняя школа уже второй год находит поддержку у Российской Библиотечной Ассоциации, и, как в 2010 году, так и в 2011 Летняя школа включена в план Основных мероприятий РБА.
Библиотека явилась инициатором проведения конкурса профессионального мастерства молодых библиотекарей, который 10 лет объединял лучших молодых специалистов области (около 200 человек). С 2006 года он трансформировался в ежегодный фестиваль «Юная библиотека», который позволяет проявить себя не только библиотекарям, но их юным читателям.
Библиотека — организатор многих межрегиональных мероприятий. В 2002 году Новосибирск стал инициатором проведения Слёта молодых библиотекарей Сибири и провёл первый у себя. Идею подхватили другие города, и в 2008 году новосибирская библиотека взяла на себя организацию и проведение уже VII Межрегионального слёта молодых библиотекарей Сибири «Профессионализм и творчество молодых — библиотекам XXI века». Участие в нём приняли свыше 100 человек, из них более 60 молодых специалистов из библиотек различных регионов Сибири от Якутии до Омска. Далее был Всесибирский форум «Чтение молодёжи: тенденции и проблемы», межрегиональное литературно-краеведческое собрание «Великая война — великая Победа».